# A Spray of Plum Blossoms
A Spray of Plum Blossoms (xinès tradicional: 一剪梅; pinyin: Yī jiǎn méi) És una pel·lícula xinesa muda de 1931 dirigida per Bu Wancang i protagonitzada per Ruan Lingyu, Wang Cilong, Lim Cho Cho i Jin Yan. És una adaptació lliure de Els dos Gentilhomes de Verona de William Shakespeare. La pel·lícula és una de les diverses col·laboracions entre Bu Wancang i dues de les principals estrelles de cinema xineses de l'època, Ruan Lingyu i el coreà Jin Yan, i va ser produïda per la Lianhua Film Company.

## Estil i realització
La pel·lícula comença com una comèdia romàntica i acaba com un film d'aventures que s'ha comparat amb pel·lícules occidentals de l'estil de "Robin Hood" d'AllanDwan i "The Mark of Zorro" de Fred Niblo. La traducció a l'anglès del seu intertítol introductori fins i tot l'anomena una "donzella moderna", una referència al personatge Billie Bown, que interpreta l'actriu estatunidenca Joan Crawford al film Our Modern Maidens.

## Argument
La pel·lícula explica la història de Bai Lede (Wang Chilong) gandul i faldiller i Hu Luting (Jin Yan) patriota i virtuós, , dos cadets militars que són amics des que eren petits. Després de graduar-se, Hu és nomenat capità a Guangdong i abandona la seva ciutat natal Shanghai. A Guangdong Hu s'enamora de Shi Luohua (Lin Cho Cho) la filla del seu general que no l’accepta i vol que la seva filla es casi amb Liao Di'ao. (Gao Zhanfei).
Bai per la seva banda està profundament enamorat de la germana d'Hu, Hu Zhuli (Ruan Lingyu) però fa servir les influencies del seu pare per ser destinat a Guandong on hi ha  el seu amic Hu. Un cop  arriba al seu nou lloc s'enamora a l'instant de Shi Luohua. En un esforç per conquistar-la , Bai traeix el seu amic, informant al general dels plans de la seva filla per fugir amb Hu, la qual cosa fa que Shi lexpulsi a Hu de l’excercit.
Bai intenta guanyar-se a Luohua, però ella no està interessada, només es preocupa per lamentar la pèrdua d'Hu. Mentrestant, Hu es troba amb un grup de bandits que li demanen que sigui el seu líder, a la qual cosa accepta, planejant tornar amb Luohua en algun moment en el futur.
Passa un temps i un dia, mentre Luohua, Bai i Liao estan passant pel bosc, són atacats. Luohua aconsegueix fugir, i Bai la persegueix al bosc. Es discuteixen, però just quan Bai sembla a punt de perdre la calma, Hu intervé, i ell i Luohua es retroben. El general Shi arriba a temps per veure en Liao fugir de l'escena, i ara s'adona que es va equivocar en posar-se en el camí de la relació entre Hu i la seva filla. Aleshores, Hu perdona a Bai la seva traïció, i Bai revela que ha descobert que el seu únic amor veritable és, de fet, Zhuli De tornada a Xangai, final Hu serà rehabiliotat   i torna al ‘exjercit.

## Repartiment
| Actor/Actriu | Personatge  | Personatge a l'obra de Shakespeare |
| ------------ | ----------- | ---------------------------------- |
| Ruan Lingyu  | Hu Zhilu    | Júlia                              |
| Jin Yan      | Hu Luting   | Valentino                          |
| Wang Cilong  | Bai Lede    | Proteus                            |
| Lim Cho Cho  | Shi Luohua  | Sílvia                             |
| Gao Zhanfei  | Liao Di'ao  | Tiburi                             |
| Chen Yen-yen | A Qiao      | Lucetta                            |
| Liu Jiqun    | Liu         |                                    |
| Wang Guilin  | General Shi |                                    |
| Shi Juefei   | Li Yi       |                                    |